# Homage for Satan
Homage for Satan es una canción del álbum The Stench Of Redemption del grupo estadounidense de death metal Deicide. 
El vídeo musical muestra un zombi que le rinde culto a Satán convierte a la gente también en zombi, luego persigue a un sacerdote y al convertirlo en zombi el sacerdote coge la Biblia al revés (formando una cruz invertida) y junta a la gente en la Iglesia para hablar sobre Satán. 
El vídeo fue prohibido por una estación de la televisión en el Reino Unido.